# Super Goal! 2
Super Goal! 2, i Japan känt som Takeda Nobuhiro no Super Cup Soccer (武田修宏のスーパーカップサッカー? "Takeda Nobuhiro's Super Cup Soccer") är ett fotbollsspel utvecklat av Tose och utgivet av Jaleco till SNES.

## Handling
I den japanska versionen tävlar man i Super Cup antingen med eller mot den japanske spelaren Nobuhiro Takedas lag. Det finns lag från Europa, Nordamerika, Sydafrika, Afrika och Asien. I Nordamerika undanröjdes alla referenser till Takeda.

### Fotnoter
1. 1 2 3 4  Super Goal! 2 / Takeda Nobuhiro no Super Cup Soccer Arkiverad 5 juni 2012 hämtat från the Wayback Machine. på GameFAQs